# Calzador

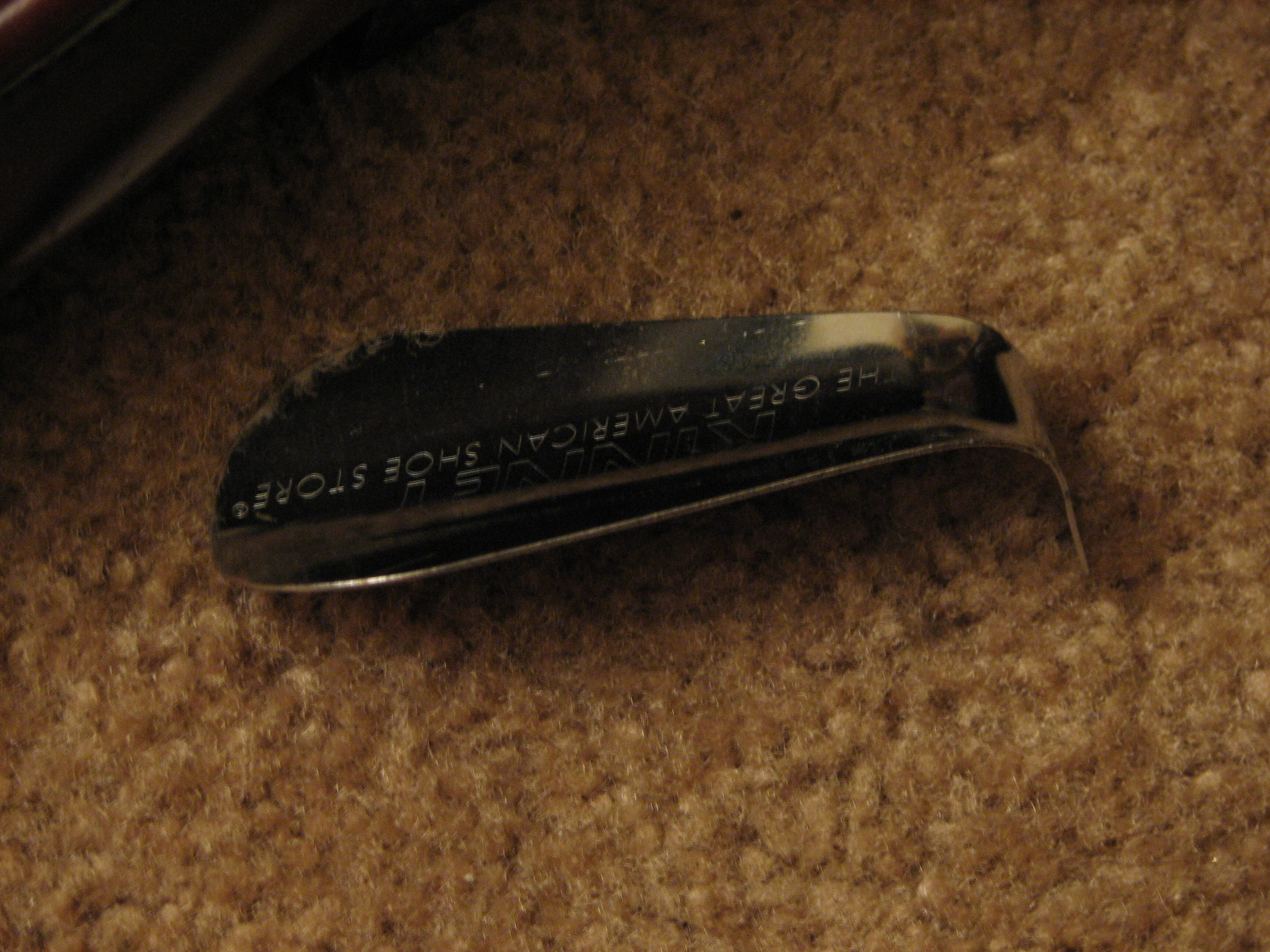
Un calzador de metal.

Un calzador es un utensilio para ponerse los zapatos más fácilmente.
Aparecieron por primera vez en el siglo XV, pero su origen real es desconocido. Hay una creencia de que los ajustados zapatos que se utilizaban en la época victoriana llevaron al desarrollo de los calzadores, ya que de otra manera habría sido imposible usar ese tipo de zapatos.
Originalmente, los calzadores estaban hechos de madera o de cuerno de animal, y aunque algunos siguen siendo de dicho materiales, la mayoría se fabrican con plástico. También fueron o son hechos de metal, vidrio e incluso papel. Los más caros eran de marfil, plata, y otros materiales preciosos.